# Rifugio Jean-Antoine Carrel
Il rifugio Jean-Antoine Carrel è un rifugio situato sul monte Cervino, nel comune di Valtournenche (AO), nelle Alpi Pennine, a 3.830 m s.l.m.

## Caratteristiche e informazioni
Si trova lungo la cresta Sud-Ovest del Cervino (Arête du lion). Il nuovo rifugio, di proprietà della Società delle Guide del Cervino, è stato inaugurato nel 1969 e parzialmente rifatto dopo le grandi frane che hanno interessato la montagna nel 2002-2003. Il rifugio Carrel ha 50 posti letto ed è sempre aperto.
È intitolato a Jean-Antoine Carrel, primo scalatore del Cervino lungo la cresta Sud-Ovest.

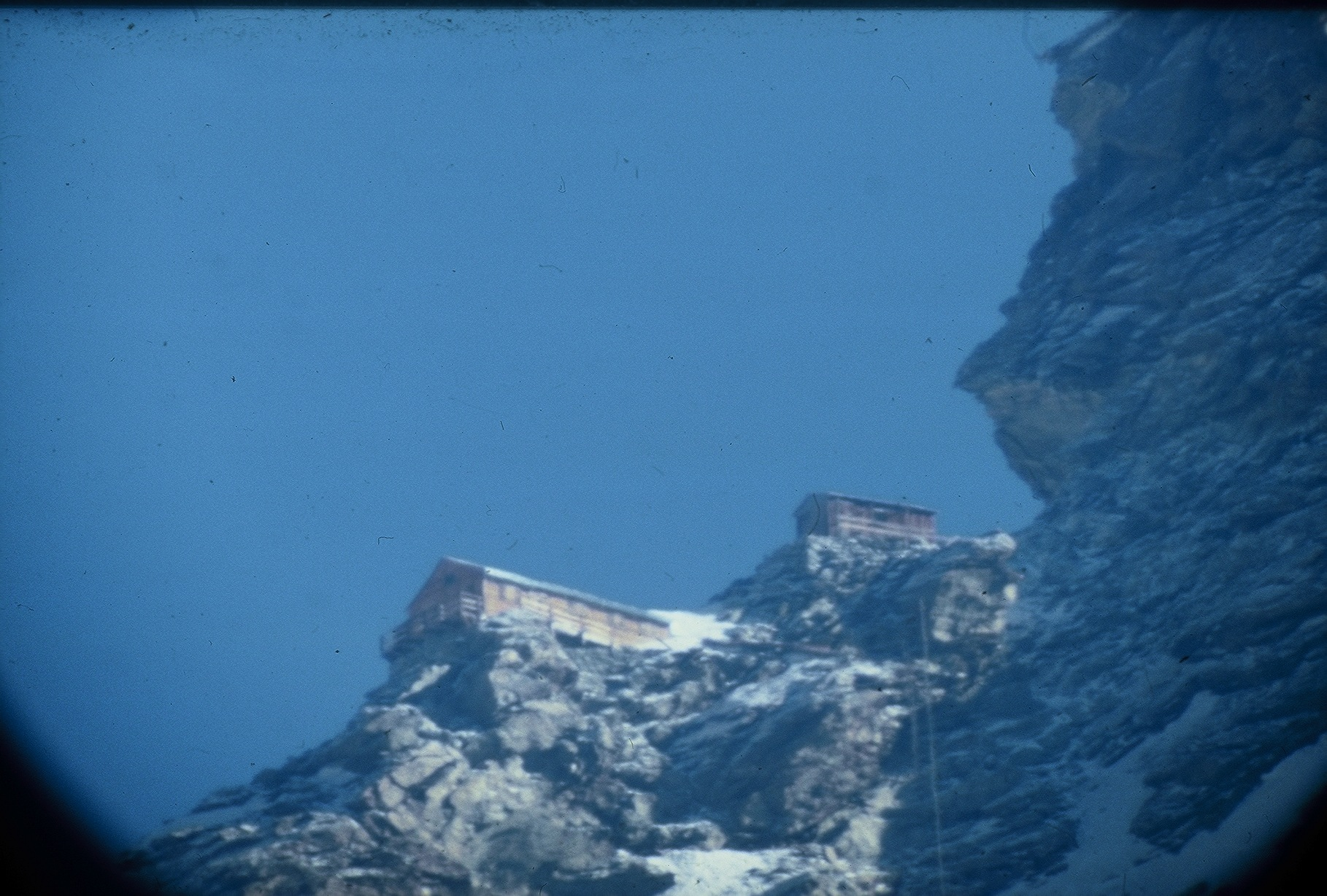
Vecchio bivacco Luigi Amedeo di Savoia e nuovo rifugio Jean-Antoine Carrel

La vicina Capanna Luigi Amedeo di Savoia, costruita nel 1905 dal CAI sezione di Torino, è stata trasformata in museo e spostata prima nel paese di Valtournenche e successivamente, nel settembre del 2009, davanti all'ufficio della Società Guide del Cervino. Questo bivacco era un ricovero alternativo al rifugio Carrel, ed è stato fortemente danneggiato nell'estate del 2003 in seguito ad una grossa frana (la stessa che causò la caduta della Cheminée). La piattaforma dove era posizionato il bivacco è oggi utilizzata come punto di atterraggio per l'elicottero.

## Accessi
L'accesso avviene da Cervinia. Il rifugio si raggiunge dal rifugio Duca degli Abruzzi in circa quattro ore. L'ultima parte del tracciato, nonostante la presenza di corde fisse, è riservata ad alpinisti esperti.

## Ascensioni
- Cervino - 4.478 m - La via è riservata ad alpinisti esperti.